# Pink Hippo Album 〜セルフカバー・ベスト〜
「Pink Hippo Album 〜セルフカバー・ベスト〜」（ピンク ヒッポ アルバム）は、桃井はるこのセルフカヴァーを中心とした全曲カヴァーアルバムで、通算15枚目のアルバムとなる。 2016年7月20日にtokyo toricoから発売された。

## 概要
桃井は幼い頃から作詞家に憧れ、独自にアイドル歌謡の作詞家を研究するなど、アイドルへ楽曲を提供するのが元来の夢であり、長じてシンガー・ソングライターとなってからは、古くは2001年のアイドルグループくしよしから、映画の劇中歌、アニメ作品、声優など様々な歌手へ曲を提供していた。
そのような活動の中で、カヴァーアルバムこそ多く出してきてはいたものの、セルフカヴァーは2008年の『more&more quality WHITE 〜Self song cover〜』のみに留まっており、それへの要望が募っていた所、2016年3月5日のモモーイ党せーけん放送にてセルフカバーアルバム制作が打ち出され、大半を桃井はるこが自身の提供曲から選び、その他二曲を「男性歌手のアニメソング」から投票で選ぶという変則的な構成になることが発表される。
一方、桃井は常日頃から英語の"cover album"の日本語表記は「カバーなのかカヴァーなのかカバなのか！？」との疑問を抱いており、twitterで「カバ」「カヴァー」「河馬」の三択から投票を募った所、ほぼ半数を「河馬」が占める結果となってしまい、暫定的に「桃井はるこセルフ河馬アルバム」として制作が進められた。
男性アニソンの投票は4月に締め切られ、5月のせーけん放送にてセルフカバーの選曲が公示されるとともに、多数の要望が寄せられた中から、「得票数が多い」という理由で『Reckless Fire』『カルマ』に決まった。結果として、今作は前作より歴史的にも幅広く、桃井の活動全体を反映したカヴァーアルバムとなっている。編曲はManzo、奥山明、古川竜也、Haraddyら馴染みの音楽家が担当、それぞれが担当曲でギター演奏も行い、いずれの曲も原曲よりかなり新味を効かせたものになった。
また、アルバムの美術的デザインは、以前発売したカヴァーアルバムがwhiteとredであったこと、また直近のアルバム『STAY GOLD』で青をジャケットの基調に用いたことから、新たな色としてpinkを選び、表題も「河馬アルバム」から「Pink Hippo Album」と改めたはしたが、あくまで河馬をデザインコンセプトに据え、ジャケットにはピンクの河馬のメイソンジャーに活動をともにすることの多い永野希がリボンをあしらえて、ブックレットでは桃井自身が河馬のパジャマを着た姿を載せている。
これについて桃井自身は、「河馬がのっかっているビンに、お菓子が詰まっている。自分の思いの粒がひとつひとつビンに詰められている。それが、自分と楽曲のメタファーにもなっています。 」と語っている。

## 収録曲
| #         | タイトル                                                                | 作詞       | 作曲           | 編曲      | オリジナルアーティスト              | 時間  |
| --------- | ----------------------------------------------------------------------- | ---------- | -------------- | --------- | ----------------------------------- | ----- |
| 1.        | 「Phantasista」(舞台『ファンタシースターオンライン2 -ON STAGE-』主題歌) | 桃井はるこ | 桃井はるこ     | manzo     | TAKUYA（蒼井翔太） YUMI（新田恵海） | 4:42  |
| 2.        | 「プラチナジェット」(TVアニメ『SHIROBAKO』EDテーマ)                     | 桃井はるこ | 桃井はるこ     | manzo     | どーなつ◎くいんてっと               | 4:20  |
| 3.        | 「倍速恋愛時計」(ゲーム『たんていぶ -廃部と絵画と爆弾と』主題歌)        | 桃井はるこ | 桃井はるこ     | 奥山明    | アフィリア・サーガ                  | 4:12  |
| 4.        | 「LAST STOP」(ドラマCD『新新宿駅企画課 あるぷすひろば』主題歌)          | 桃井はるこ | 桃井はるこ     | 奥山明    | 野川さくら                          | 3:45  |
| 5.        | 「カルマ」(ゲーム・TVアニメ『テイルズ オブ ジ アビス』テーマソング)     | 藤原基央   | 藤原基央       | Harrady   | BUMP OF CHICKEN                     | 3:50  |
| 6.        | 「Rolling! Rolling!」(TVアニメ『ロウきゅーぶ!SS』EDテーマ)              | 桃井はるこ | 桃井はるこ     | manzo     | RO-KYU-BU!                          | 4:39  |
| 7.        | 「Reckless fire」(TVアニメ『スクライド』OPテーマ)                       | 酒井ミキオ | 鈴木Daichi秀行 | Harrady   | 井出泰彰                            | 4:20  |
| 8.        | 「ロックンロール☆バレンタイン」                                         | 桃井はるこ | 桃井はるこ     | Harrady   | すーぱーそに子                      | 4:19  |
| 9.        | 「My resolution 〜あの時計の下で〜」                                    | 桃井はるこ | 桃井はるこ     | 古川竜也  | 奥井雅美                            | 5:32  |
| 10.       | 「ライトワンス」(映画『自殺サークル』挿入歌)                            | 桃井はるこ | 桃井はるこ     | 奥山明    | デザート                            | 5:09  |
| 合計時間: | 合計時間:                                                               | 合計時間:  | 合計時間:      | 合計時間: | 合計時間:                           | 44:48 |

## 解説
Phantasista
社会や他人にばかり合わせて自己を形成するのではなく、自分自身の在り方や進む道は自分で決めると力強く歌った曲。
元々は舞台『ファンシースターオンライン2 - ON STAGE -』の主題歌として作曲されたもので、PSO2では、桃井は他にも「レアドロ☆KOI☆恋！」を作曲している。
プラチナジェット
「ねる寝るな」と聞こえるのは桃井得意の歌詞に多重の意味を持たせるダブル・ミーニングで、本来の歌詞は「ねえ Lunar Lunar ねえ Lunar Lunar」である。
倍速恋愛時計
提供先のアフィリア・サーガは桃井はるこが長年プロデューサーとして関わっているアイドルグループ。
LAST STOP
原曲よりも新宿や鉄道を想起させるスウィング・ジャズ色の歌謡曲へ変化している。
カルマ
桃井は、テイルズ オブ ジ アビスでアニス・タトリンを演じており、演奏・歌唱ともにアニスをも意識した桃井はるこの歌になっている。
Rolling!Rolling
女子小学生のバスケットチームが活躍するロウきゅーぶ!主題歌で、一部で空耳で違う歌詞に聞こえると話題になった「Show you guts cool say what 最高だぜ！」を桃井自身が歌っている。
Reckless fire
桃井はること何の関係もない曲だが、投票最多数でカルマとともに選ばれた。現代に合わせて原曲よりテンポを早くしている。
ロックンロール☆バレンタイン
桃井はすーぱーそに子にシングルCDで発売された「ファントム・ヴァイブレーション!」を提供しているが、ダウンロード販売のみで日の目を見なかったこちらが選択された。
My resolution 〜あの時計の下で〜
将来の不安とそれを突き抜けていく意志を明るく歌い上げた曲。「あの時計」とは秋葉原駅前の時計のことで、2016年現在でも現存しており、桃井は度々言及している。奥井雅美は桃井が尊敬する人物の一人で、AKIHABALOVE RECORDSを立ち上げて最初に選んだのが奥井だった。『Tribute to Masami Okui 〜Buddy〜』では、桃井が「恋しましょ ねばりましょ」をカヴァーする形で参加している。
ライトワンス
園子温監督の『自殺サークル』で「Mail Me」とともに挿入歌として劇中内のアイドルグループデザートが歌った曲。桃井はるこの第一期ソロ活動時代のもので、アルバム中でも最古層に位置する。